# Hemaglutinina filamentosa
La hemaglutinina filamentosa (HAF) es una molécula antigénica de elevado peso molecular (220 KDa), que constituye parte del arsenal de virulencia de bacterias del género Bordetella y promueven la adhesión de los microorganismos a las células epiteliales, en especial de las células ciliadas de las vías respiratorias. 

## Características
La hemaglutinina filamentosa es una proteína que está asociada a la superficie bacteriana y también permite la adhesión de la bacteria a fagocitos haciendo unión con la integrina CR3 en la membrana celular. Se ha descrito una interacción favorable entre la toxina de pertussis y la hemaglutinina filamentosa, en la que la unión de la toxina de pertussis sobre el fagocito, estimula la producción de una mayor cantidad de la CR3, favoreciendo la adherencia bacteriana por medio de la hemaglutinina filamentosa. Esta facilidad de adherencia facilita la colonización del tracto respiratorio por las Bordetella. Una secuencia tri-peptídica dentro de la HAF de secuencia Arg-Gly-Asp (RGD) se ha descrito que puede estar involucrada en las propiedades de adherencia de la proteína, pues al eliminar esa secuencia del gen que codifica a la HAF -de nombre fhaB- hace que el germen pierda sus capacidad de adherencia.

## Vacuna
Una de las vacunas usadas como refuerzo en contra de la tos ferina está constituida no por células (acelular) sino por la hemaglutinina, otras toxinas y constituyentes celulares de la bacteria.